# 外山氏鳞毛蕨
外山氏鳞毛蕨（学名：Dryopteris toyamae）为鳞毛蕨科鳞毛蕨属下的一个种。

## 扩展阅读
- 維基物種上的相關：外山氏鳞毛蕨